# Д’Юрвиль (остров)
Д’Юрвиль (англ. D'Urville Island) — небольшой остров, расположенный вдоль северного побережья острова Южный. Является территорией Новой Зеландии. Назван в честь французского путешественника Жюль-Сезара Дюмон-Дюрвиля. Коренное название острова на языке маори — Рангитото-ки-те-Тонга (англ. Rangitoto ki te Tonga).

## География
Площадь Д’Юрвиля составляет 150 км², что делает его восьмым по величине островом Новой Зеландии. Длина — 27 км, а ширина — 9,6 км. К северу от острова протекает пролив Кука, разделяющий два крупнейших острова Новой Зеландии — Северный и Южный. От острова Южный Д’Юрвиль отделён опасным проливом Френч-Пасс (маорийской название — Те-Аумити), скорость течения в котором достигает 14 км/ч. Кроме того, в проливе образуется большое количество водоворотов.

## История
Остров был открыт в 1642 году голландским путешественником Абелем Тасманом. Однако современное название он получил лишь 29 января 1827 года, когда через пролив Френч-Пасс проплыл французский путешественник Жюль-Сезар Дюмон-Дюрвиль, в честь которого и был назван остров. В 1883 году Д'Юрвиль стал объектом спора по поводу владения между Новозеландской земельной компанией и местным племенем маори, нгати-коата. Специально назначенный для разрешения конфликта уполномоченный вынес решение, по которому покупка острова компанией признавалась незаконной, а все права владения были переданы местному населению. Тем не менее конец конфликту положен не был, и в 1895 году остров был разделён на 11 больших блоков. Позже пятеро европейских бизнесменов из Веллингтона взяли Д'Юрвиль в аренду у маорийских собственников.